# Joybé
Joybé es una localidad del estado mexicano de Chiapas. Es parte del municipio de Chilón.

## Demografía
| Gráfica de evolución demográfica |
|                                  |

| Censo | Población |
| ----- | --------- |
| 1930  | 67        |
| 1940  | 86        |
| 1950  | 69        |
| 1960  | 364       |
| 1970  | 354       |
| 1980  | 297       |
| 1990  | 537       |
| 2000  | 714       |
| 2010  | 722       |
| 2020  | 1,124     |